# Greatest Hits (The Band)
| Críticas profissionais | Críticas profissionais |
| Avaliações da crítica  | Avaliações da crítica  |
| Fonte                  | Avaliação              |
| ---------------------- | ---------------------- |
| allmusic               | 4.5 de 5 estrelas.     |

Greatest Hits é uma coletânea do The Band lançada em 2000 para coincidir com o relançamento em versão remasterizada dos primeiros quatro álbuns do grupo.

## Faixas
Todas as canções compostas por Robbie Robertson, exceto onde especificado em contrário.
1. "The Weight" – 4:35
2. "Tears of Rage" (Bob Dylan, Richard Manuel) – 5:19
3. "Chest Fever" – 5:13
4. "I Shall Be Released" (Dylan) – 3:12
5. "Up on Cripple Creek" – 4:31
6. "The Night They Drove Old Dixie Down" – 3:32
7. "Rag Mama Rag" – 3:02
8. "King Harvest (Has Surely Come)" – 3:38
9. "The Shape I'm In" – 4:01
10. "Stage Fright" – 3:41
11. "Time to Kill" – 3:26
12. "Life Is a Carnival" (Rick Danko, Levon Helm, Robertson) – 3:57
13. "When I Paint My Masterpiece" (Dylan) – 4:18
14. "Ain't Got No Home" (C. Henry) – 3:24
15. "It Makes No Difference" – 6:32
16. "Ophelia" – 3:31
17. "Acadian Driftwood" – 6:41
18. "The Saga of Pepote Rouge" – 4:14